# Issa Abdelmajid Mansour
Issa Abdelmajid Mansour est un homme politique libyen, cofondateur du Front toubou pour le salut de la Libye.

## Biographie
Principal leader politique des Toubous de Libye, Issa Abdelmajid Mansour  cofondeur en 2007 le Front toubou pour le salut de la Libye (FTSL). Il participe en novembre 2008 à des manifestations anti-Kadhafi à Koufra, mais le mouvement est réprimé par le régime. Issa Abdelmajid Mansour passe plusieurs années en exil à Oslo, en Norvège,.
En 2011, le FTSL reprend les armes contre Kadhafi lors de la première guerre civile libyenne et s'allie avec le Conseil national de transition (CNT) qui promet de donner aux Toubous les mêmes droits qu'à tous les Libyens. Issa Abdelmajid Mansour regagne la Libye en passant par l'Égypte.
Après la chute du Kadhafi, le FTSL est dissout mais il est réactivé le 27 mars 2012 lors d'affrontements à Sebha contre des tribus arabes,. Issa Abdelmajid Mansour accuse alors les tribus arabes d'être liées à Al-Qaïda au Maghreb islamique et menace de réclamer l'indépendance de la Libye du Sud,. Il déclare : « Il s'est avéré que le Conseil national de transition et le régime de Kadhafi ne sont pas différents. Le CNT a un programme pour nous exterminer. Nous avions dit que l'unité de la Libye était au-dessus de toute considération. Mais maintenant nous devons nous protéger et protéger les autres minorités »,. Le ministère libyen de la Justice lance un mandat d'arrêt contre lui.